# Zemský okres Schweinfurt
Zemský okres Schweinfurt (německy Landkreis Schweinfurt) je okresem v bavorském vládním obvodě Dolní Franky. Jeho centrem je město Schweinfurt.

## Města a obce
| Města | Obce |
| --- | --- |
| 1. Gerolzhofen Obce s tržním právem (Markt) 1. Bergrheinfeld 2. Stadtlauringen 3. Werneck Nezařazená území (35,29 km²) 1. Bürgerwald (8,04 km²) 2. Geiersberg (0,79 km²) 3. Hundelshausen (11,12 km²) 4. Nonnenkloster (1,21 km²) 5. Stollbergerforst (4,18 km²) 6. Vollburg (1,46 km²) 7. Wustvieler Forst (8,49 km²) | 1. Bergrheinfeld 2. Dingolshausen 3. Dittelbrunn 4. Donnersdorf 5. Euerbach 6. Frankenwinheim 7. Geldersheim 8. Gochsheim 9. Grafenrheinfeld 10. Grettstadt 11. Kolitzheim 12. Lülsfeld 13. Michelau i.Steigerwald 14. Niederwerrn 15. Poppenhausen 16. Röthlein 17. Schonungen 18. Schwanfeld 19. Schwebheim 20. Sennfeld 21. Sulzheim 22. Üchtelhausen 23. Waigolshausen 24. Wasserlosen 25. Wipfeld |

## Sousední okresy
| Růžice kompasu | Bad Kissingen  | Rhön-Grabfeld            | Haßberge | Růžice kompasu |
| Růžice kompasu | Mohan-Spessart | Sever                    | Haßberge | Růžice kompasu |
| Růžice kompasu | Mohan-Spessart | Zemský okres Schweinfurt | Haßberge | Růžice kompasu |
| Růžice kompasu | Mohan-Spessart | Jih                      | Haßberge | Růžice kompasu |
| Růžice kompasu | Würzburg       | Kitzingen                | Bamberk  | Růžice kompasu |